# Astorre II. Manfredi
Astorre II. Manfredi (* 8. Dezember 1412 in Faenza; † 12. März 1468 ebenda), Herr von Imola ab 1439 und von Faenza ab 1443.

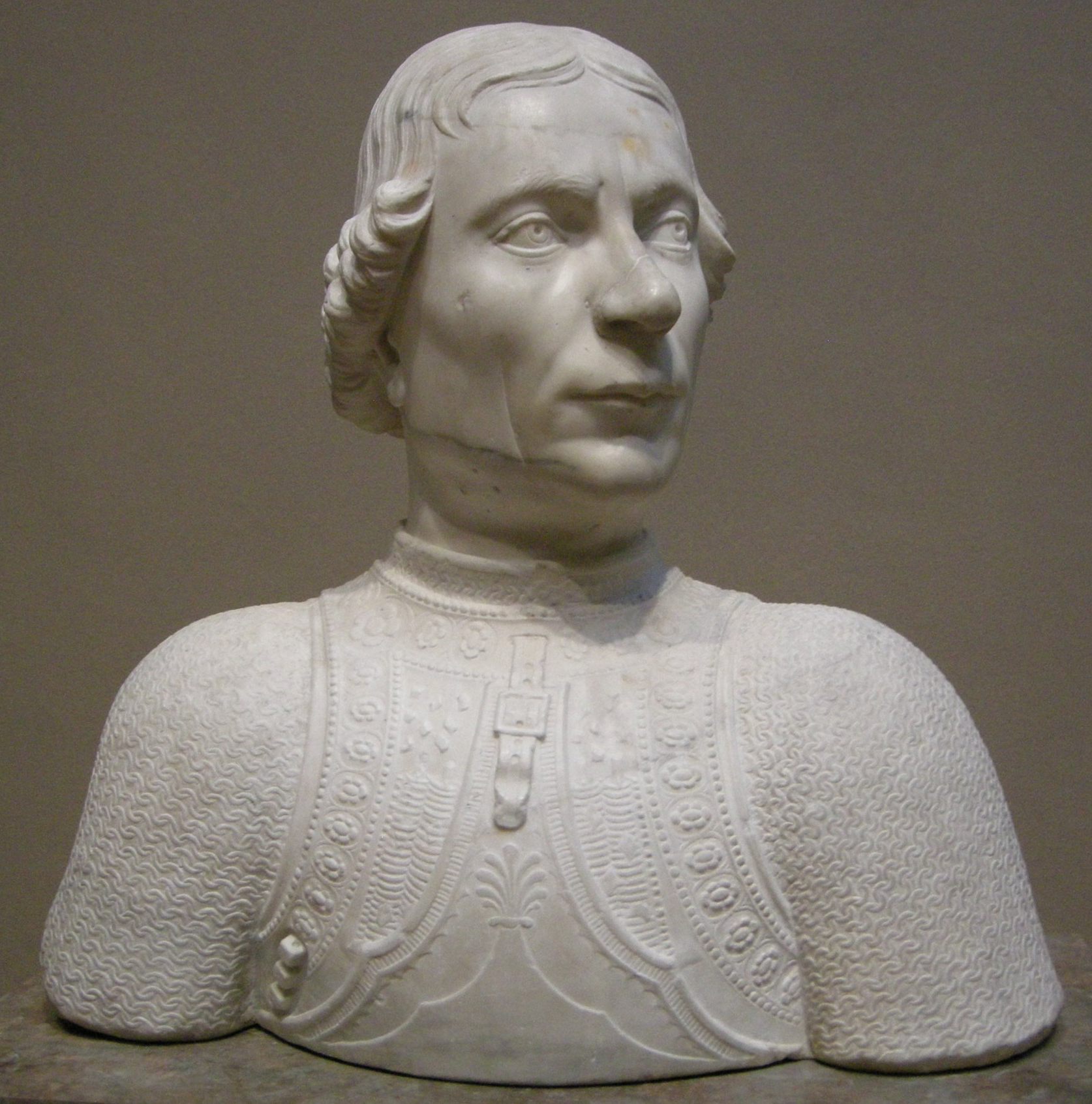
Büste von Astorre II. Manfredi von Mino da Fiesole um 1455, National Gallery of Art, Washington D.C.

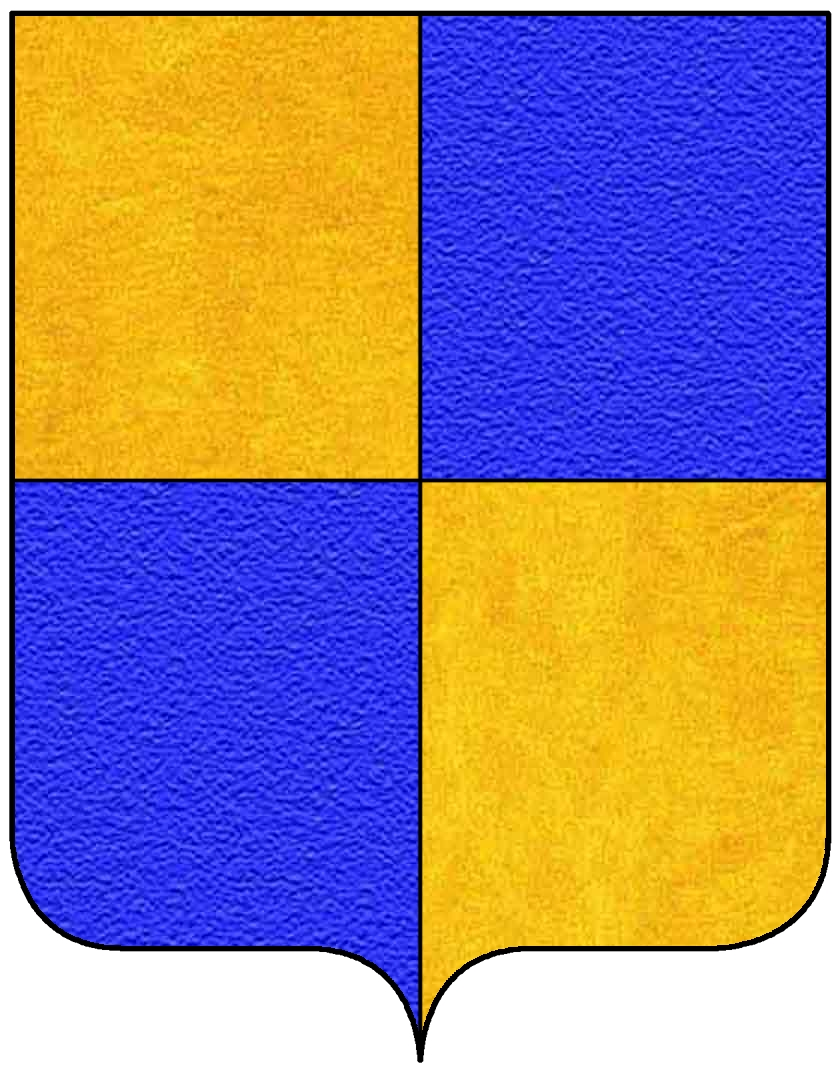
Wappen der Familie Manfredi

## Leben
Astorre wurde am 8. Dezember 1412 als Sohn von Gian Galeazzo I. Manfredi und Gentile Malatesta, Galeottos leiblicher Tochter, in Faenza geboren und erhielt den Namen seines Großvaters, Astorre I. Nach dem Tod seines Vaters war er, neben den Herrschaften von Faenza und Imola, zusammen mit seinem Bruder Gian Galeazzo II. päpstlicher Vikar in Fusignano und anderen Gebieten der Romagna.
Die Romagna stand in jener Zeit formal unter päpstlicher Herrschaft, wurde jedoch konkret von kleinen Herrschaften regiert und diente als Korridor der Großmächte für die Verbindung der Poebene mit dem Süden. Manfredi kämpfte in dieser politisch verworrenen Situation als Heerführer für viele lokale Herrschaften. Bereits mit 18 Jahren kämpfte er zusammen mit seinem Bruder mit Florenz gegen Lucca. Die florentinische Armee wurde besiegt und Astorre geriet in Gefangenschaft. Nach seiner Freilassung im Jahr 1431 begab er sich in den Sold des Herzogs von Mailand, Filippo Maria Visconti. 1432 unterstützte er Mailand bei dem gescheiterten Versuch die päpstliche Regierung aus Forli zu vertreiben. 1434 wechselte er die Seiten und trat in die Liga gegen Visconti ein, die Venedig, Florenz und das Papsttum vereinte. Die Truppen der Liga wurden geschlagen, Astorre gefangen genommen und nach Mailand gebracht, von wo er erst am 19. März 1436 nach Faenza zurückkehrte. Nachdem er an den lombardischen Feldzügen von 1437 an der Seite Venedigs teilgenommen hatte, kehrte er nach Faenza zurück und schloss sich 1438 wieder den Visconti an. Am 29. Juni 1440 nahm er an der Schlacht von Anghiari teil, wurde gefangen genommen und den Florentinern übergeben, wo er bis 1441 blieb.
Als Alfonso von Aragon im Jahr 1442 König von Neapel wurde verbündete er sich mit den Visconti um gegen Francesco Sforza zu kämpfen. Astorre schloss sich mit seinem Bruder Guido Antonio der Visconti-Partei an. Zwischen 1446 und 1447 verließ er jedoch die Front und zog nach Florenz. Dieser Verrat wurde ihm von Alfonso von Aragon nie verziehen. Der Tod von Filippo Maria Visconti veränderte die politische Situation und Astorre nahm unter Francesco Sforza an der Eroberung von Piacenza teil und kehrte danach nach Faenza zurück.
Nach dem Tod seines Bruders Guido Antonio überließ er seinem Neffen Taddeo, dem Sohn von Guido Antonio, die Herrschaft von Imola und behielt für sich und seinen Bruder Gian Galeazzo das Vikariat von Faenza und die Grafschaft Val di Lamone. Astorre wurde von der Stadtverwaltung von Bologna anlässlich neuer Unruhen eingestellt und geriet an der Spitze der neapolitanischen Armeen in einen Kampf mit ungewissem Ausgang gegen Ludovico Gonzaga und Carlo di Campobasso. Nach seiner Rückkehr nach Faenza kam es 1450 zu den ersten Grenzproblemen zwischen Imola und Faenza. Astorre zog sogar gegen Imola und griff seinen Neffen an. Taddeo erbat einen Waffenstillstand und beide unterstellten sich dem Schiedsgericht von Francesco Sforza und Cosimo de’ Medici.
Zwischen 1451 und 1462 wurde die Hochzeit seiner Töchter Elisabetta und Barbara mit Cecco und Pino di Antonio Ordelaffi, den Herren von Forlì, gefeiert. Im Dezember 1451 wurde in Faenza die Hochzeit zwischen Gian Galeazzo und Parisina di Niccolò della Mirandola gefeiert. Mit seinen Söhnen Carlo und Galeotto ging er im Januar 1452 nach Bologna um Friedrich III. auf seinem Weg zur Kaiserkrönung willkommen zu heißen und wurde von diesem, zusammen mit seinen Söhnen, zum Ritter geschlagen.
In der Zwischenzeit verschlechterte sich die politische Situation und es bildeten sich zwei Hauptlager. Auf der einen Seite die Achse Mailand Florenz und auf der anderen Seite das Bündnis zwischen Venedig und Alfonso d'Aragona. In diesem Zusammenhang zog Astorre im November 1451 in den Kampf gegen Ferdinand, Herzog von Kalabrien. Am Ende des Konfliktes zwischen Mailand und Venedig kam es in den Jahren 1452–54 zu einem allgemeinen Frieden mit der Gründung der Lega italica, aus der Manfredi wegen des Widerstands von Alfonso von Aragon ausgeschlossen wurde.
Im Jahr 1460 brach der Konflikt mit seinem Neffen erneut aus. Da Papst Pius II. Astorre als Hauptmann gegen Sigismondo Malatesta brauchte, schickte er im Herbst 1462 Angelo Geraldini, Bischof von Sessa, als Schiedsrichter nach Faenza. Nach der vorläufigen Beilegung des Konfliktes ging Astorre gegen Domenico Malatesta vor und belagerte im Herbst 1462 und April 1463 Meldola.
Im Juni 1462 gab Astorre seine Rechte und Besitztümer in Imola zurück, jedoch bereits im November 1464 waren beide in Mailand um erneut ihre Rechte an den umstrittenen Schlössern einzufordern.
Mit dem Tod von Cosimo de'Medici und Francesco Sforza im Jahr 1466 wurde das bestehende politische Gleichgewicht zerbrochen. Astorre kämpfte ab 1467 mit den Florentinern, verließ sie jedoch heimlich nach einigen Monaten um unter dem Befehl der Serenissima gegen die florentinischen und mailändischen Armeen zu kämpfen. Am 25. Juli 1467 stieß die Truppe unter dem Befehl von Bartolomeo Colleoni gegen die anti-venezianische Liga unter dem Befehl von Federico da Montefeltro bei Molinella zusammen. Die erfolglose Schlacht wurde als Schlacht bei Riccardina berühmt.
Manfredi starb am 12. März 1468.

## Abstammung
Im Jahr 1431 heiratete er Giovanna da Barbiano, Tochter des berühmten Condottiero Alberico da Barbiano und sie hatten 6 Kinder.
- Carlo, Nach dem Tod von Astorre, Herr von Faenza
- Galeotto, Nach dem Tod von Astorre, Herr von Faenza
- Federico, 1471 bis 1478 Bischof von Faenza
- Barbara, Verheiratet mit Pino III. Ordelaffi, Herr von Forlì
- Elisabetta, Verheiratet mit Francesco IV, Ordelaffi, Herr von Forlì
- Lancellotto, Heerführer